# Panyijar (condado)
O Condado de Panyijar é uma área administrativa do estado de Unidade, Sudão do Sul.